# Procédure d'adhésion de l'Espagne à la Communauté économique européenne
La procédure d'adhésion de l'Espagne à la Communauté économique européenne est le processus politique qui a permis à l'Espagne de rejoindre la CEE (devenue l'Union européenne en 1993) le 1er janvier 1986. La Communauté économique européenne s'est ainsi élargie à 12 États (l'Espagne étant entré en même temps que le Portugal).

## Historique

### Première candidature, rejetée (1962)
Jusqu'en 1975, le régime franquiste est à la tête de l'Espagne et la maintient à la porte des Communautés européennes, fondées sur des principes démocratiques et le respect des droits de l’homme. La coopération se limite aux seules questions économiques. L'Espagne dépose sa candidature le 9 février 1962 mais celle-ci est rejetée le 6 mars de la même année.

### Deuxième candidature et adhésion (1977-1986)
La mort de Franco puis la libéralisation du pays permettent à l’Espagne de déposer une nouvelle candidature le 28 juillet 1977. Le pays signe le traité de Madrid/Lisbonne le 12 juin 1985. L’Espagne devient membre des Communautés le 1er janvier 1986 en même temps que le Portugal. Cela s'accompagne d'un relèvement rapide du niveau de vie des Espagnols, grâce aux échanges commerciaux avec les autres membres, mais aussi à l'aide des fonds de cohésion, dont elle a largement bénéficié. À ce titre, à la suite de l’élargissement de mai 2004, elle paraît décidée à limiter la baisse des aides européennes en faveur de ses régions défavorisées.

### Participation politique
Felipe González, président du gouvernement espagnol de 1982 à 1996, a beaucoup œuvré pour l'ancrage de son pays dans l’Europe communautaire, il est à l’initiative de la création de fonds de cohésion et a joué un rôle important dans la coopération avec les pays d’Amérique latine. Lors des négociations sur le traité de Nice, José María Aznar parvient à obtenir pour l'Espagne un poids renforcé au Conseil européen.
L’Espagne a donné trois présidents au Parlement européen : Enrique Barón (de 1989 à 1992), José María Gil-Robles (de 1997 à 1999) et Josep Borrell (de 2004 à 2006). Le pays compte 54 députés européens et 27 voix au Conseil de l'UE.

## Compléments